# Suicide (gruppo musicale)
I Suicide sono stati un gruppo musicale statunitense proveniente da New York, attivo a intermittenza dal 1971 e composto da Alan Vega (voce) e Martin Rev (sintetizzatore e drum machine). Come i Silver Apples, sono prevalentemente un duo per voce e sintetizzatore.
Sebbene non siano mai stati popolari tra il grande pubblico, vengono oggi considerati estremamente innovativi e influenti. Riferendosi al gruppo il critico Wilson Neate dichiarò: «Sono stati influenti come i Clash. Ascoltando il loro omonimo album di debutto del 1977, appare ovvio: il suono del synth pop, della techno e dell'industrial dance degli anni ottanta e novanta, e la nuova new wave dai suoni metallici, tutti fanno riferimento a quell'album fondamentale».

## Storia

### 1971-1977: I Suicide e ilMercer Art Center
Martin Reverby e Boruch Alan Bermowitz, entrambi newyorkesi di nascita, si incontrarono nel 1971 al Project of Living Artists di Green Street a SoHo, uno spazio-laboratorio per artisti aperto ventiquattro ore su ventiquattro in cui il primo si dedicava alla scena jazz d'avanguardia e il secondo lavorava come scultore. È in questo periodo che i due divennero amici decidendo di fondare i Suicide, ispirandosi al titolo del fumetto preferito di Bermowitz, Ghost Rider chiamato Satan Suicide e assumendo poi i nomi d'arte di Martin Rev e Alan Vega. Il primo nucleo dei Suicide vide inizialmente anche il contributo del chitarrista Paul Liebgott, che lasciò la band poco dopo la sua formazione.
Negli anni successivi iniziarono a frequentare il Mercer Art Center, luogo dove tennero anche il loro primo concerto e dove i New York Dolls gestivano la Oscar Wild Room. Fu in questo periodo che Martin Rev unì una vecchia drum machine degli anni cinquanta al suo organo Farfisa, gettando le radici di quel suono rock and roll appena abbozzato su una struttura elementare, sintetica ed estraniante. Era il 1975 e Alan Vega in un'intervista successiva sostenne che «Quando Marty acquistò la drum machine, qualcosa dalla musica cominciò a fare capolino (…). È stato quello il momento in cui ci siamo guardati in faccia e ci siamo detti, "Non abbiamo bisogno di nessun altro!"».
I Suicide si inserirono così nella prima scena glam punk di New York, facendosi una cattiva reputazione con live che spesso degeneravano in risse, atti di violenza o con Alan Vega che si auto-infliggeva ferite sul volto e sul corpo. I semplici riff di tastiera di Rev erano accompagnati da una batteria piuttosto dura e grezza che faceva da sottofondo alla voce roca, spesso ripetitiva e ossessiva fatta di sussurri e grida improvvise, in narrazioni da sotto borgo metropolitano, tra torbide storie di sesso, disagio, morte e guerra. In questi anni i Suicide composero quei brani che andranno poi a formare il loro primo omonimo album.

### 1977: Suicide,CBGB'se tour europei
Sono del 1977 le numerose comparizioni live al CBGB di Manhattan in cui Vega e Rev eseguono i brani non ancora pettinati che li resero poi famosi nel mondo. Alcune delle registrazioni e documentazioni di questi concerti vennero poi allegate alla ristampa dell'omonimo primo disco targata Blast First. Il loro stile giudicato, "estremo" e "penetrabile", non permise al duo di trovare facilmente un contratto discografico fino a quando Martin Thau, ex manager dei New York Dolls e proprietario della Red Star Records, decise di metterli sotto contratto. Il loro primo album Suicide, uscito nel 1977, non venne accolto favorevolmente dalla critica accumulando una lunga serie di stroncature dalle riviste nazionali che li costrinse a rivolgere lo sguardo all'Europa, dove avevano invece guadagnato un certo seguito di appassionati. Nel 1978 i Suicide parteciparono così al tour dei Clash aprendone i concerti, ma continuando a collezionare una lunga lista di fischi e insulti. Il culmine di questo rapporto turbolento tra pubblico e Suicide si ebbe poi durante l'apertura di uno dei concerti di Elvis Costello a Bruxelles, in cui un'ascia venne lanciata sul palco sfiorando Vega e causando l'interruzione del live. Il clima turbolento di questi concerti è testimoniato in Official Red Star Bootleg (1978).
Nonostante queste premesse, il loro primo album è oggi considerato un capolavoro e tra i grandi classici "maledetti" del rock contemporaneo. Tra i brani in esso contenuti si segnalano Ghost Rider, di cui molti artisti proporranno una loro versione e Frankie Teardrop, narrante la storia di un giovane operaio di 20 anni, ridotto sul lastrico, che verrà indotto a un gesto estremo e disperato a causa della vita troppo dura per sé e per la propria famiglia. Il critico Emerson Dameron scrisse che quest'ultima «è una delle cose più terrificanti, affascinanti e assurde che io abbia mai sentito».

### Anni successivi
Il secondo album Suicide: Alan Vega and Martin Rev, uscito nel 1980, venne prodotto da Ric Ocasek dei Cars, ammiratore del duo che aveva precedentemente dedicato a loro il brano Shoo Be Doo. Rispetto all'esordio, il nuovo album presenta sonorità meno cupe e più pop. Il gruppo si sciolse dopo tale disco. Riprenderà la sigla "Suicide" in altre occasioni nei decenni a venire.
Nel 1986 Alan Vega ha collaborato con Andrew Eldritch dei The Sisters of Mercy nell'album Gift, pubblicato sotto il nome di The Sisterhood. Sebbene Vega e Rev abbiano pubblicato album da solisti, i Suicide hanno realizzato un unico album in oltre un decennio, American Supreme (2002). Le vendite, in ogni caso, furono scarse e la critica divisa.
Nel 2005, la SAF Publishing pubblicò Suicide No Compromise, una "docu-biografia" girata da David Nobahkt, che contiene lunghe interviste con Vega e Rev. Bruce Springsteen, altro ammiratore dalla band, ha chiuso tutte le esibizioni del suo tour del 2005 Devils and Dust con una versione per sole tastiera e voce di Dream Baby Dream.

### Morte di Alan Vega
Il 16 luglio 2016, all'età di 78 anni, muore il cantante Alan Vega, sancendo così la fine del duo.

## Stile musicale
Importanti esponenti della new wave e ispiratori del punk rock, del synth pop e della dance industriale, i Suicide si sono caratterizzati con uno degli stili musicali più provocatori degli anni settanta fondendo rock 'n' roll, R&B e garage rock tramite una strumentazione elettronica. Ogni loro brano, che si appoggia sui riff alienanti delle tastiere, è dominato dalla voce psicotica di Alan Vega, che richiama quella di Elvis Presley e di Lou Reed. Il loro morboso proto-punk elettronico riflette la paura e la nevrosi metropolitana e si ispira, come confermano le esibizioni dal vivo, agli Stooges e a Iggy Pop. Vengono anche inseriti nel novero degli artisti del rock indipendente e in varie espressioni di musica punk come il post-punk.

## Formazione

### Ultima formazione
- Alan Vega – voce
- Martin Rev – strumentazione elettronica

### Ex membri
- Paul Liebgott – chitarra

## Discografia
- 1977 – Suicide, LP, Red Star Records RS1, USA
- 1978 – 21½ Minutes in Berlin / 23 Minutes in Brussels, LP, Red Star Records FRANKIE 1, USA
- 1980 – Suicide: Alan Vega and Martin Rev, LP, ZE Records, USA
- 1981 – Half Alive, , ROIR A 103, USA
- 1986 – Ghost Riders, , ROIR A-145, USA
- 1989 – A Way of Life, LP, Wax Trax! Records RS7005-2, USA
- 1992 – Why Be Blue, CD, Brake Out Records OUT 108-2, Germania
- 1988 – Zero Hour, CD, Red Star Records WAX 7072, USA
- 2002 – American Supreme, CD, Blast First BFFP168CD, Regno Unito e Europa
- 2004 – Attempted: Live at Max's Kansas City 1980, , Sympathy For The Record Industry SFTRI729, USA
- 2008 – Live 1977-1978, , Blast First Petite PTYT 011, Regno Unito